# 石丸定政
石丸 定政 （いしまる さだまさ）は、安土桃山時代から江戸時代初期の武士、旗本。

## 略歴
慶長2年（1597年）、徳川家康に初めて拝謁し、翌慶長3年（1598年）に家督を継承して徳川秀忠に仕える。慶長5年（1600年）の関ヶ原の戦いに供奉した後、大番となり、大坂夏の陣では牧野信成に従って、首級を得た。その後、大番頭となって240石を加増され、武蔵国都筑郡・上野国那波郡・上総国望陀郡・下総国相馬郡において740石を領した。元和6年（1620年）3月18日には目付として今村正長と共に出羽国最上に赴いた。寛永10年（1633年）には500石を加増され、1240石を領する。正保2年（1645年）6月23日に職を辞し、同年10月6日に70歳で死去。